# Старий Цидзин
Старий Цидзин (пол. Stary Cydzyn) — село в Польщі, у гміні Пйонтниця Ломжинського повіту Підляського воєводства.
Населення — 154 особи (2011).
У 1975-1998 роках село належало до Ломжинського воєводства.

## Демографія
Демографічна структура станом на 31 березня 2011 року:
|          | Загалом | Допрацездатний вік | Працездатний вік | Постпрацездатний вік |
| -------- | ------- | ------------------ | ---------------- | -------------------- |
| Чоловіки | 79      | 26                 | 45               | 8                    |
| Жінки    | 75      | 18                 | 38               | 19                   |
| Разом    | 154     | 44                 | 83               | 27                   |